# Wereldkampioenschappen zwemmen 2024 – 400 meter wisselslag mannen
De 400 meter wisselslag voor mannen op de wereldkampioenschappen zwemmen 2024 in Doha vond plaats op 18 februari 2024. 

## Records
Voorafgaand aan het toernooi waren dit het wereldrecord en het kampioenschapsrecord
| Wereldrecord         | Léon Marchand | 4.02,50 | Fukuoka | 23 juli 2023 |
| Kampioenschapsrecord | Léon Marchand | 4.02,50 | Fukuoka | 23 juli 2023 |

## Uitslagen
De acht snelste zwemmers in de series kwalificeerden zich voor de finale.

### Series
| Rang | Serie | Baan | Naam                 | Land                | Tijd              | Bijz.             |
| ---- | ----- | ---- | -------------------- | ------------------- | ----------------- | ----------------- |
| 1    | 2     | 1    | David Johnston       | Verenigde Staten    | 4.12,51           | Q                 |
| 2    | 2     | 3    | Max Litchfield       | Verenigd Koninkrijk | 4.12,54           | Q                 |
| 3    | 2     | 4    | Daiya Seto           | Japan               | 4.13,06           | Q                 |
| 4    | 3     | 4    | Carson Foster        | Verenigde Staten    | 4.13,24           | Q                 |
| 5    | 3     | 3    | Lewis Clareburt      | Nieuw-Zeeland       | 4.13,61           | Q                 |
| 6    | 3     | 6    | Balázs Holló         | Hongarije           | 4.13,93           | Q                 |
| 7    | 2     | 6    | Lorne Wigginton      | Canada              | 4.14,54           | Q                 |
| 8    | 3     | 5    | Alberto Razzetti     | Italië              | 4.15,84           | Q                 |
| 9    | 3     | 9    | Robert-Andrei Badea  | Roemenië            | 4.18,43           | NR                |
| 10   | 3     | 1    | Collyn Gagne         | Canada              | 4.18,74           |                   |
| 11   | 2     | 0    | Marius Toscan        | Zwitserland         | 4.19,24           |                   |
| 12   | 3     | 7    | Zhang Zhanshuo       | China               | 4.19,86           |                   |
| 13   | 3     | 8    | Richard Nagy         | Slowakije           | 4.20,76           |                   |
| 14   | 2     | 8    | Kim Min-seop         | Zuid-Korea          | 4.20,93           |                   |
| 15   | 1     | 6    | Anže Ferš Eržen      | Slovenië            | 4.23,64           |                   |
| 16   | 1     | 5    | Jaouad Syoud         | Algerije            | 4.23,66           |                   |
| 17   | 3     | 2    | Matthew Sates        | Zuid-Afrika         | 4.25,04           |                   |
| 18   | 1     | 3    | Tan Khai Xin         | Maleisië            | 4.25,16           |                   |
| 19   | 1     | 4    | Erick Gordillo       | Guatemala           | 4.25,34           |                   |
| 20   | 2     | 9    | Nguyễn Quang Thuấn   | Vietnam             | 4.28,72           |                   |
| 21   | 3     | 0    | Wang Hsing-hao       | Chinees Taipei      | 4.39,53           |                   |
| 22   | 1     | 7    | Oliver Durand        | Namibië             | 4.42,64           |                   |
| 23   | 1     | 1    | Ahmed Theibich       | Bahrein             | 4.54,79           |                   |
| –    | 2     | 5    | Tomoru Honda         | Japan               | Niet gestart      | Niet gestart      |
| –    | 1     | 2    | Jarod Arroyo         | Puerto Rico         | Gediskwalificeerd | Gediskwalificeerd |
| –    | 2     | 2    | Apostolos Papastamos | Griekenland         | Gediskwalificeerd | Gediskwalificeerd |
| –    | 2     | 7    | Thomas Jansen        | Nederland           | Gediskwalificeerd | Gediskwalificeerd |

### Finale
| Rang   | Baan | Naam             | Land                | Tijd    | Bijz. |
| ------ | ---- | ---------------- | ------------------- | ------- | ----- |
| Goud   | 2    | Lewis Clareburt  | Nieuw-Zeeland       | 4.09,72 |       |
| Zilver | 5    | Max Litchfield   | Verenigd Koninkrijk | 4.10,40 |       |
| Brons  | 3    | Daiya Seto       | Japan               | 4.12,51 |       |
| 4      | 6    | Carson Foster    | Verenigde Staten    | 4.12,62 |       |
| 5      | 4    | David Johnston   | Verenigde Staten    | 4.13,05 |       |
| 5      | 8    | Alberto Razzetti | Italië              | 4.13,05 |       |
| 7      | 1    | Lorne Wigginton  | Canada              | 4.14,98 |       |
| 8      | 7    | Balázs Holló     | Hongarije           | 4.19,66 |       |